# NeXT
NeXT was een Amerikaans computerbedrijf, gevestigd in Redwood City. Het bedrijf werd in 1985 opgericht door Steve Jobs na zijn vertrek bij Apple Computer, dat NeXT in 1997 zou overnemen.
Tijdens zijn bestaan bracht NeXT twee computerwerkstations op de markt: de NeXTcube en de NeXTstation. Beide systemen waren gericht op de hoger onderwijsmarkt en de zakelijke markt. Naast hardware ontwikkelde NeXT het NeXTStep-besturingssysteem dat later ook te koop was voor andere processors onder de naam OPENSTEP, concurrerend met Windows 95.
Tim Berners-Lee, uitvinder van het web bij CERN, gebruikte in december 1990 een NeXTcube als eerste webserver. In 1993 trok NeXT zich terug uit de hardwaremarkt en op 7 februari 1997 werd het bedrijf overgenomen door Apple, al leek het er meer op dat Apple bij de terugkeer van Steve Jobs naar Apple werd overgenomen door NeXT. Het Apple management werd namelijk grotendeels vervangen door het NeXT management. Deze overname wordt soms dan ook omschreven als "Apple betaalde NeXT om Apple te kopen."

## Mac OS X
Bij Apple werden veel onderdelen van de NeXTStep-interface overgebracht naar Mac OS X, inclusief het dock. Mac OS X en het huidige macOS zijn grotendeels gebaseerd op NeXTStep, het besturingssysteem voor NeXT Computers, dat op zijn beurt gebaseerd is op een BSD-kern. De erfenis van NeXT is te zien aan de namen van de GUI-onderdelen zoals die achter de schermen gebruikt worden: deze beginnen bijna allemaal met NS, wat staat voor NeXTStep: dus NSTextField, NSButton, NSSlider, etc. Ook allerlei klassen beginnen met NS, zoals NSString en NSArray en NSDate.